# H-Raum
In der Topologie besteht ein H-Raum aus einem topologischen Raum X (oft als zusammenhängend vorausgesetzt) und einer stetigen Abbildung {\displaystyle \mu \colon X\times X\to X} mit einer Einheit {\displaystyle e\in X} in dem Sinne, dass die Endomorphismen
{\displaystyle \mu (\cdot ,e)\colon X\to X} und {\displaystyle \mu (e,\cdot )\colon X\to X}
homotop zur identischen Abbildung {\displaystyle id_{X}} auf {\displaystyle X} relativ zu {\displaystyle e} sind.
Es gibt auch Definitionen, in denen stärkere oder schwächere Forderungen an diese Homotopie gestellt werden: Manchmal wird die Homotopie nur relativ {\displaystyle e}, manchmal sogar relativ {\displaystyle X} gefordert. Diese drei Varianten sind äquivalent, wenn {\displaystyle X} CW-Komplex ist.
Der Name H-Raum wurde von Jean-Pierre Serre zu Ehren von Heinz Hopf vorgeschlagen.

## Eigenschaften
Die multiplikative Struktur eines H-Raums bereichert die Struktur seiner Homologie und Kohomologie. So ist der Kohomologiering eines wegzusammenhängenden H-Raums mit endlich erzeugten freien Kohomologiegruppen eine Hopf-Algebra. Außerdem kann man auf den Homologiegruppen eines H-Raums das Pontryagin-Produkt erklären.
Die Fundamentalgruppe eines H-Raums ist abelsch: Sei {\displaystyle X} ein H-Raum mit Einheit {\displaystyle e}, und seien {\displaystyle f} und {\displaystyle g} Schleifen mit Basispunkt {\displaystyle e}. Dann können wir eine Abbildung {\displaystyle F\colon \left[0,1\right]\times \left[0,1\right]\to X} durch {\displaystyle F(a,b)=f(a)g(b)} erklären. Nun ist {\displaystyle F(.,0)=F(.,1)=fe} homotop zu {\displaystyle f} und {\displaystyle F(0,.)=F(1,.)=eg} zu {\displaystyle g}. Damit entspricht {\displaystyle F} einer Homotopie von der Verkettung {\displaystyle f\cdot g} von Schleifen zu {\displaystyle g\cdot f}.

## Beispiele
J. F. Adams hat gezeigt, dass unter den Sphären nur {\displaystyle S^{0},S^{1},S^{3}} und {\displaystyle S^{7}} H-Räume sind; die Multiplikation wird jeweils von der Multiplikation auf {\displaystyle \mathbb {R} }, {\displaystyle \mathbb {C} }, {\displaystyle \mathbb {H} } (Quaternionen) und {\displaystyle \mathbb {O} } (Oktonionen) induziert.
Sei {\displaystyle R} ein unitärer Ring, {\displaystyle GL(R)=\bigcup _{n\geq 0}GL(n,R)} die Gruppe der invertierbaren Matrizen über {\displaystyle R} und {\displaystyle BGL(R)} der klassifizierende Raum von {\displaystyle GL(R)}. Dann liefert die Plus-Konstruktion einen H-Raum {\displaystyle BGL^{+}(R)}. Seine Fundamentalgruppe ist die Abelisierung von {\displaystyle GL(R)}.